# Koeien (Van Gogh)
Koeien (Les Vaches) is een schilderij van de Nederlandse kunstschilder Vincent van Gogh, in olieverf op doek, 55 bij 65 centimeter groot. Het werd geschilderd in juli 1890 te Auvers-sur-Oise en toont vijf koeien in een weiland. Het werk bevindt zich in het Museum voor Schone Kunsten (Palais des Beaux-Arts) te Rijsel.
Als voorbeeld gebruikte Van Gogh een ets die Paul Gachet had gemaakt naar een schilderij van Jacob Jordaens. Dit schilderij bevindt zich in hetzelfde Museum van Schone Kunsten. Paul Gachet, die in Rijsel geboren was, had de ets gesigneerd met zijn pseudoniem Van Ryssel.

## Inspiratie

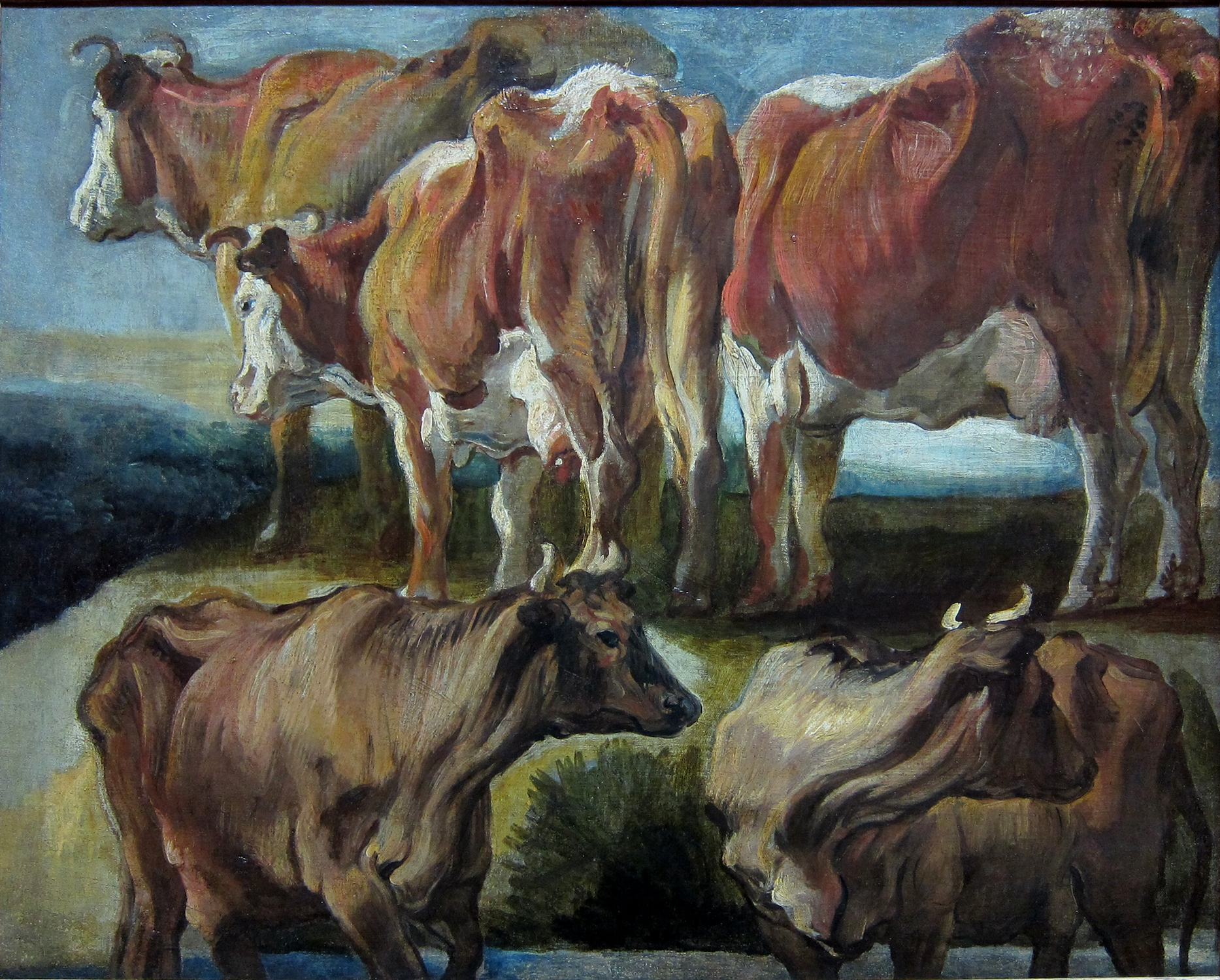
Het werk van Jacob Jordaens